# 九乡溶洞群
25°04′34″N 103°20′39″E / 25.07611°N 103.34417°E
九乡溶洞群位于中华人民共和国云南省昆明市宜良县九乡彝族回族乡境内，洞群沿南盘江支流麦田河两岸分布。溶洞发育在震旦系灯影组硅质石灰岩地层中，第四纪以来，地壳间歇性抬升，使九乡溶洞群形成多层结构，上部层次无地下水，化学沉积物发育，下部层次多有地下水，有的溶洞顶部坍塌后，形成峡谷和天生桥。主要洞穴有三脚洞、仙人洞、白象洞、蝙蝠洞、大沙坝洞等20余个洞穴，分布范围约20平方公里。部分洞穴于1989年开辟为旅游区。1994年九乡风景名胜区被列入第三批中国国家级风景名胜区；2009年8月批准为云南九乡峡谷洞穴国家地质公园。
- 九乡溶洞叠虹桥景区
- “神田”
- 惊魂峡